# Jean-Sifrein Maury
Jean-Sifrein Maury (26 de junio de 1746 - 10 de mayo de 1817) fue un cardenal francés, arzobispo, y obispo de Montefiascone.

## Biografía
Hijo de un zapatero muy pobre,  nació en Valréas en el Condado Venaissin, el enclave dentro Francia que le pertenecía al Papa. Su agudeza fue observada por los sacerdotes del seminario en Aviñón, donde fue educado y tomó órdenes. Probó fortuna escribiendo éloges de personas famosas, convirtiéndolo en una práctica favorita; en 1771, su Éloge de François Fénelon fue pronunciado por la Academia francesa siendo superada únicamente por La Harpe.
La base real de su riqueza fue tras el éxito de un panegírico hacia Luis IX pronunciado ante la Academia francesa en 1772, lo que le llevó a ser recomendado para una abacía in commendam. En 1777,  publicó bajo el título de Discours choisis sus panegíricos de Luis IX, San Augustín de Hipona y Fénelon, sus comentarios en Bossuet y su Essai sur l'éloquence de la chaire, un volumen qué contiene muchas críticas positivas, y escrito en francés clásico a través del siglo XIX, mientras la retórica elegante fue valorada en el púlpito. El libro era a menudo reimpreso como Principes de l'éloquence. Se convirtió en un predicador favorito en París, y fue nombrado predicador en la corte en 1781, cuándo el rey Luis XVI dijo de su sermón: "Si el abate había dicho sólo unas cuantas palabras sobre religión,  habría podido hablar cada tema posible."
En 1781,  obtuvo el rico priorato de Lyons, cerca de Pronne; y en 1785 fue elegido por la Academia francesa como el sucesor de Lefranc de Pompignan. Su moral fue tan relajada como la de su mayor rival, Gabriel Riquetti, pero era famoso en París por su ingenio y alegría. Fue elegido miembro de los Estados Generales de 1789 por el clero del bailliage de Péronne, demostrando ser el primero de los más capaces y perseverantes defensores del Antiguo Régimen. (Tenía, sin embargo, redactado gran parte de la cahier del clero de Péronne, el cual contiene un considerable programa de la reforma.)  Se dice que intentó emigrar entre julio y octubre de 1789, pero después de aquel periodo, abandonado por casi todos sus amigos,  decidió quedarse en Francia.
En la Asamblea Nacional Constituyente tomó una parte activa en cada debate importante, combatiendo con especial vigor hacia la enajenación de los bienes del clero. Su vida a menudo corría peligro, pero su preparado ingenio siempre lo salvó y se dijo que un bon mot lo mantendría durante un mes. Cuándo emigró en 1792, se encontró considerado como un mártir de la iglesia y del rey, y fue nombrado inmediatamente arzobispo in partibus; nuncio adicional a la dieta en Frankfort; y, cardenal en 1794. Fue finalmente hecho obispo de Montefiascone en Italia, donde se estableció brevemente, pero en 1798 los franceses lo llevaron desde su retiro, y le buscaron refugio en Venecia y a San Petersburgo.
Al año siguiente regresó a Roma como embajador del rey exiliado Luis XVIII en la corte papal. En 1804,  comenzó a preparar su regreso a Francia por una carta de apoyo a Napoleón, felicitándolo por restaurar la religión católica en Francia una vez más. En 1806 regresó y en 1807 fue nuevamente recibido en la Academia; y en 1810, tras el rechazo del Cardenal Fesch, fue nombrado Arzobispo de París. Fue actualmente ordenado por el Papa para entregar sus funciones arzobispo, pero se negó. En la Restauración borbónica hacia finales de 1814,  fue expulsado sumariamente de la Academia y de su palacio arzobispal.
Maury se retiró a Roma, donde fue encarcelado en el Castillo Sant'Angelo durante seis meses por su desobediencia hacia las órdenes papales. Falleció en 1817, uno o dos años después de su liberación, principalmente de la enfermedad contraída en prisión. Luis XVIII prohibió que lo enterraran en la Iglesia de la Trinité-des-Monts, la iglesia nacional de Francia en Roma. Así que el Papa Pío VII autorizó entonces su entierro bajo el pavimento frente al altar mayor de la Chiesa Nuova, donde aún descansa.
Como político, su ingenio y elocuencia le hicieron un rival digno de Mirabeau. Se sacrificó mucho por su ambición personal, de la que sin embargo, fue olvidado públicamente por Luis XVIII como un valiente defensor de Luis XVI y por el papado como el defensor de la Iglesia durante los Estados-Generales.

## El crítico
Como crítico, fue y es considerado como un escritor muy capaz. Sainte-Beuve lo atribuye de descubrir al Padre Jacques Bridayne y de dar a Bossuet su lugar legítimo como predicador por encima de Massillon.

## Otras fuentes
- Œuvres choisies du Cardenal Maury (cinco v. 1827).
- Correspondance diplomatique (dos v. Lille: Ricard, 1891).
- Louis-Siffrein Maury (sobrino de Maury), Vie du Cardenal Maury (1828).
- Jean Poujoulat, Cardinal Maury, sa vie et ses œuvres (1855).
- Sainte-Beuve, Causeries du lundi (v. iv.)
- Ricard, L'Abbé Maury (1746-1791), L'Abbé Maury avant 1789, L'Abbé Maury et Mirabeau (1887).
- G. Bonet-Maury, Le Cardinal Maury d'après ses mémoires et sa correspondance inédits (París, 1892).
- Aulard, Les Orateurs de La constituante (París, 1882).
- Difamación escrita contra Maury durante la Revolución, reclamado por Jacques René Hébert pero a veces atribuido a Rétif de la Bretonne:

Petit carême de l'abbé Maury, con un suplemento llamado el Seconde année (1790).
Vie privée de l'abbé Maury (1790)
- Quérard, La Francia littéraire, v. v (1833)